# Rudy Wiedoeft

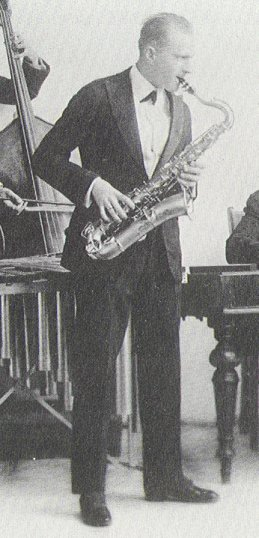
Rudy Wiedoeft på ett reklamfotografi från 1919

Rudolph Cornelius "Rudy" Wiedoeft, född den 3 januari 1893 i Detroit, Michigan, död den 18 februari 1940 i Flushing, New York, var en amerikansk saxofonist.
Rudy Wiedoeft var ett av de yngre barnen i en familj som emigrerat från Tyskland till Los Angeles i USA några få år före hans födelse. Hans far Adolph Wiedoeft var musikalisk liksom flera av hans syskon, däribland orkesterledaren Herb Wiedoeft. Unge Rudy studerade ursprungligen fiol och klarinett men kom snart att specialisera sig på saxofon (i hans fall främst den numera sällsynta så kallade C-melodisaxofonen), ett vid denna tid ännu ungt och ganska oetablerat instrument, vars popularitet dock var i stigande med den framväxande jazzmusiken.
Under 1910-talet flyttade Rudy Wiedoeft österut och bosatte sig i New York, där han snabbt etablerade sig och vann stor berömmelse som virtuos på sitt instrument. Han skivdebuterade 1917 som medlem av Frisco Jass Band och gjorde under de kommande åren även inspelningar som nominell ledare för olika orkestrar i allt från trio- till fullt dansbandsformat. Primärt var han dock en soloartist, och hans mest kända kompositioner och skivinspelningar är saxofonsolon som Saxophobia, Sax-O-Phun, Valse Vanite och Valse Erica. Stilistiskt hör han huvudsakligen hemma i den genre som vid denna tid brukade kallas "novelty", även om hans spel innehåller inslag av såväl ragtime som jazz.
Wiedoeft åtnjöt mycket stor popularitet under början av 1920-talet, men under decenniets senare hälft och 1930-talet kom hans stil att betraktas som gammaldags och hans stjärna dalade. Han spelade ett tag i sångaren och saxofonisten Rudy Vallées orkester (Vallée hade ironiskt nog tagit sitt artistnamn efter Wiedoeft), men lämnade periodvis musiken helt för att satsa på misslyckade ekonomiska investeringar i gruvbranschen. Ekonomiska problem, alkoholmissbruk och ett havererande äktenskap (hans hustru knivhögg honom svårt 1937, men makarna försonades trots detta) fördunklade Wiedoefts sista år innan han endast 47 år gammal avled av skrumplever.